# Amélia dos Santos Costa Cardia
Amélia dos Santos Costa Cardia (Lisboa, 1855 - Lisboa, 1938) fue una médica, escritora, y espiritista portuguesa. Fue una de las primeras médicas de Portugal.

## Biografía
Era una de las hijas de la partera Justa Matilde de Carvalho Costa, y hermana de la obstetra de la familia real portuguesa, Alice Cardia.
Hizo sus primeros estudios en un internado; y se casó muy joven. De esa unión tuvo dos hijos, y luego enviudó. Se casó en segunda nupcias con Francisco de Azevedo Coutinho (1903). Se decidió a proseguir los estudios en la Escuela Politécnica de Lisboa (1883). En 1886, se matriculó en la Escuela Médico-Quirúrgica de Lisboa, donde trabajó con dos eminencias de la medicina del país, Câmara Pestana y Moreira Júnior. Su dedicación y compromiso como estudiante le valió elogios de la dirección del Hospital. Su tesis doctoral se tituló "Febre Histérica", y la defenció en 1891.
Visitó hospitales en el extranjero para estar al día de las últimas técnicas y equipos. Y mantuvo consultorio en Plaza Camões, en Lisboa, donde muchas mujeres la buscaban, ya que, además de ser médica (que era muy raro en esa época) daba consultas gratuitas los sábados.
Fue una profesional comprometida, y así fundó una Casa de Salud, que lideró durante casi una década. Formó parte de la Liga Nacional Contra la Tuberculosis y de la Asociación de las Ciencias Médicas, donde luchó por un acceso más fácil de las mujeres a la medicina preventiva.
Publicó diversos escritos en periódicos, en su área, y no sólo como publicaciones seriadas en las páginas de Diário de Notícias sino además como novelas A Judia, Episódios da Guerra (cuentos), Na Atmosfera da Terra, este último de cariz neoespiritualista, y Pecadora: romance psicológico, de 1934.
Fue una de las fundadoras de la Federación Espírita Portuguesa, donde dirigió el periódico O Mensageiro Espírita.

## Honores

### Eponimia
Como homenaje, varios parques infantiles en ciudades portuguesas fueron nombrados en su honor.[cita requerida]